# Cockscomb Hill
Der Cockscomb Hill (englisch für Hahnenkammhügel, in Chile Cerro Cono ‚Kegelhügel‘) ist ein 140 m hoher und markanter Hügel auf King George Island im Archipel der Südlichen Shetlandinseln. Er ragt aus dem Gletscher am Kopfende des Mackellar Inlet in der Admiralty Bay auf.
Teilnehmer der Fünften Französischen Antarktisexpedition (1908–1910) unter der Leitung des Polarforschers Jean-Baptiste Charcot nahmen eine erste Vermessung des Hügels vor. Lieutenant Commander Frank William Hunt (* 1922) von der Royal Navy nahm im Zuge seiner von 1951 bis 1952 dauernden Vermessungen die deskriptive Benennung vor.